# دژ بهلا
 دژ بَهلا  (به عربی: قَلْعَة بَهْلاء) یکی از دژهای تاریخی شهرستان بهلاء در منطقه داخلیه در کشور پادشاهی عمان و یکی از (نقاط دیدنی سلطنت عمان) است.
 دژ بهلا  دژی پهن است و درازای دیوار دور این دژ به ۱۲ کیلومتر می‌رسد که از هر چهار سو دژ را در بر گرفته است، این دژ یکی از معالم أثری و تاریخی بسیار مهم شهر بهلاء در استان منطقه داخلیه و در شبه‌جزیره عربستان است. تاریخ ساخت دژ به هزارهٔ سوم پیش از میلاد باز می‌گردد. این دژ در زمان‌های گذشته پیوندهای ژرفی با شهرهای میان‌رودان (بین‌النهرین) و بلادفارس داشته‌است.
و از آنجا که روشن است (سور) یا دیوار دژ بهلا واستحقامات وفتحات وتیرکش تیراندازی وجاهای نگهبانان برای حفاظت از منطقه ایجاد نموده بوده أند و به‌طور شبانه روزی نگهبانان در این برج‌ها کشیک می‌داده أند. «قلعه بهلا» قلعهٔ ایست با موقعیت بسیار عالی سوق‌الجیشی که برفراز «تپهٔ» بلندی ما بین کوه و دره و در امتداد راه دو شهر مهم آن دوران عبری و نزوی واقع شده بوده‌است و نقش برجسته أی در راه بازارگانی وکالاهای تجارتی داشته بوده‌است. چنانکه این دوشهر در عصور وسطی وتا ظهور فجر اسلام نقش ایفایی بر سر راه شرق و جنوب داشته بوده‌است، و «حصن بهلا» یکی از مهمترین معاقل آن دوران بوده‌است. این قلعه از قدیمی‌ترین دژهای دفاعی منطقه داخلیه عمان است.